# Rika Adachi
Rika Adachi (足立 梨花?, Adachi Rika; Nagasaki, 16 ottobre 1992) è un'attrice giapponese.

## Biografia
Nata nella prefettura di Nagasaki e cresciuta nella prefettura di Mie, è apparsa in diversi film, tra cui Say "I love you" (2014) e Ghost Theatre (2015). Ha interpretato ruoli da protagonista nei film Season Zero (2014) e Yōkoso, wagaya e.

## Filmografia

### Cinema
- Sensei wa erai!, regia di Satoru Nakajima (2008)
- Ai ryûtsû sentâ, regia di Tetsuhiko Tsuchiya (2008)[1]
- Torihada 6, regia di Kôichirô Miki (2009)
- Hijoshi zukan, regia di Yoshihiro Fukagawa, Kôji Kawano, Yûka Ohsumi, Takashi Shimizu, Keisuke Toyoshima, Renpei Tsukamoto e Yudai Yamaguchi (2009)[2]
- Ongakubito, regia di Hidetaka Ito (2010)[3]
- Ike! Danshi koukou engekibu, regia di Tsutomu Hanabusa (2011)[4]
- Kamen raidâ × Kamen raidâ Wizâdo & Fôze: Movie taisen arutimeitamu, regia di Koichi Sakamoto (2012)[5]
- Daiyamond, regia di Toshiyuki Honma (2013)[6]
- Tôkyô Densetsu: Kyôfu no Ningen Jigoku, regia di Seiji Chiba (2014)[7]
- Torihada: Gekijouban 2, regia di Kôichirô Miki (2014)
- Sukitte iinayo., regia di Asako Hyuga (2014)[8]
- Dêrê gâruzu, regia di Akiko Ohku (2015)[9]
- Gekijô rei, regia di Hideo Nakata (2015)[10]
- Hatachi to ippiki, regia di Makoto Bonkohara (2015)
- Hontô ni atta Kowai Hanashi Summer Special 2015, regia di Tomonobu Moriwaki e Norio Tsuruta (2015)
- Saigo no Okurimono, regia di Masayuki Ochiai (2016)
- Mars: Tada, Kimi wo Aishiteru, regia di Saiji Yakumo (2016)[11]
- Kizudarake no akuma, regia di Santa Yamagishi (2017)
- Jimi ni Sugoi! DX Kôetsu Girl Kôno Etsuko Special, regia di Tôya Satô (2017)
- Ayame-kun no Nonbiri Nikushoku Nisshi, regia di Hiroki Shibasaki (2017)

### Serie TV
- Futatsu no supika – serie TV, 7 episodi (2003)
- Mirai kôshi Meguru – serie TV, episodi 1x8, 1x10 (2008)
- Sukurappu tîchâ: Kyôshi saisei – serie TV, episodi 1x2, 1x6 (2008)
- Futatsu no supika (2009)
- Gegege no nyôbô (2010)
- Hanmâ sesshion! – serie TV, episodi 1x7 (2010)
- Onmitsu happyaku yachou – serie TV, episodi 1x1 (2011)
- Irodori himura – serie TV, episodi 1x15 (2012)
- Kuroyuri danchi: Joshô – serie TV, episodi 1x9, 1x10 (2013)
- Yamada kun to shichi nin no majo – serie TV, episodi 1x1 (2013)
- Giga Tokyo Toy Box (2014)
- Tokubô - Keisatsuchô Tokushu Bôhan-ka – serie TV, episodi 1x2 (2014)
- Burakku purejidento – serie TV, episodi 1x7 (2014)
- Tôsôchû – serie TV, episodi 1x38, 1x39 (2014)
- Kinkyori ren'ai – serie TV, 12 episodi (2014)
- Yōkoso, wagaya e – serie TV, 10 episodi (2015)
- Siren – serie TV, episodi 1x2 (2015)
- Kounodori – serie TV, episodi 1x7 (2015)
- Watashitachi ga Propose sarenai no ni wa, 101 no Riyû ga atte da na – serie TV, episodi 1x8, 2x17 (2014-2015)
- Godan – serie TV, 6 episodi (2015)
- Kasa wo Motanai Aritachi wa – serie TV, 4 episodi (2016)
- The Osaka Loop – serie TV, episodi 1x9 (2016)
- Hayako sensei, kekkon surutte hontô desuka? – serie TV, episodi 1x2 (2016)
- Suizokukan Girl – serie TV, 7 episodi (2016)
- Eigyô Buchô Kira Natsuko – serie TV, 10 episodi (2016)
- Jimi ni Sugoi! Kôetsu Girl Kôno Etsuko – serie TV, 10 episodi (2016)[12]
- Mei eki 1 chôme 1 ban 1 gô: hito to shiawase wo tsunagu basho (2017)
- Hito wa mitame ga 100% – serie TV, 10 episodi (2017)
- Poison Daughter, Holy Mother (Wowow  2019

### Animazione
- Pokemon XY: Hakai no Mayu to Diancie (Pokemon the Movie: Diancie and the Cocoon of Destruction), regia di Kunihiko Yuyama (2014)[13]
- Detective Conan: L'undicesimo attaccante, regia di Kōbun Shizuno (2012)[14]